# سبرينغدل
سبرينغدل (بالإنجليزية: Springdale, Arkansas)‏ هي مدينة تقع في مقاطعة واشنطن، أركنسو, مقاطعة بينتون، أركنسو بولاية أركنساس في الولايات المتحدة. تبلغ مساحة هذه المدينة 108.9 (كم²)، وترتفع عن سطح البحر 969 م، بلغ عدد سكانها 69797 نسمة في عام 2010 حسب إحصاء مكتب تعداد الولايات المتحدة.

## التركيبة السكانية
حدّد مكتب تعداد الولايات المتحدة بيانات التركيبة السكانية لسبرينغدل في تعداد الولايات المتحدة. في ما يلي، التركيبة السكانية حسب تعدادي 2000 و2010.

### تعداد عام 2000
بلغ عدد سكان سبرينغدل 45,798 نسمة بحسب تعداد عام 2000، وبلغ عدد الأسر 16,149 أسرة وعدد العائلات 11,852 عائلة مقيمة في المدينة. في حين سجلت الكثافة السكانية 373.2 نسمة لكل كيلومتر مربع (966.6/ميل2). وبلغ عدد الوحدات السكنية 16,962 وحدة بمتوسط كثافة قدره 138.2 لكل كيلومتر مربع (357.9/ميل2).
وتوزع التركيب العرقي للمدينة بنسبة 81.62% من البيض و0.82% من الأمريكيين الأفارقة و0.94% من الأمريكيين الأصليين و1.69% من الأمريكيين ذوي الأصول الآسيوية و1.55% من سكان جزر المحيط الهادئ و11.09% من الأعراق الأخرى و2.29% من عرقين مختلطين أو أكثر و19.66% من الهسبانيون أو اللاتينيون من أي عرق.
بلغ عدد الأسر 16,149 أسرة كانت نسبة 42.2% منها لديها أطفال تحت سن الثامنة عشر تعيش معهم، وبلغت نسبة الأزواج القاطنين مع بعضهم البعض 58.2% من أصل المجموع الكلي للأسر، ونسبة 10.5% من الأسر كان لديها معيلات من الإناث دون وجود شريك،  بينما كانت نسبة 4.7% من الأسر لديها معيلون من الذكور دون وجود شريكة وكانت نسبة 26.6% من غير العائلات. تألفت نسبة 22% من أصل جميع الأسر من عدة أفراد يعيشون في نفس المنزل ونسبة 8.6% كانت تتألف من شخص يعيش بمفرده يبلغ من العمر 65 عاماً أو أكثر. وبلغ متوسط حجم الأسرة المعيشية 2.80، أما متوسط حجم العائلات فبلغ 3.26.
بلغ العمر الوسطي للسكان 31.0 عاماً. وكانت نسبة 28.9% من القاطنين تحت سن الثامنة عشر، وكانت نسبة 10.7% بين الثامنة عشر والرابعة والعشرين عاماً، ونسبة 31.2% كانت واقعةً في الفئة العمرية ما بين الخامسة والعشرين والرابعة والأربعين عاماً، ونسبة 18.5% كانت ما بين الخامسة والأربعين والرابعة والستين، ونسبة 9.5% كانت ضمن فئة الخامسة والستين عاماً فما فوق. يوجد لكل 100 أنثى 99.0 ذكر، ويوجد لكل 100 أنثى في الثامنة عشر من عمرها فما فوق 96.9 ذكر.
بلغ متوسط دخل الأسرة في المدينة 36,729 دولارًا، أما متوسط دخل العائلة فبلغ 42,170 دولارًا. وكان متوسط دخل الذكور 27,822 دولارًا مقابل 21,082 دولارًا للإناث. وسجل دخل الفرد الخاص بالمدينة 16,855 دولارًا. وكانت نسبة 8.8% من العائلات ونسبة 12.5% من السكان تحت خط الفقر، وكان من هؤلاء نسبة 17.2% تحت سن الثامنة عشر ونسبة 7.9% في الخامسة والستين من العمر وما فوق.

### تعداد عام 2010
بلغ عدد سكان سبرينغدل 69,797 نسمة بحسب تعداد عام 2010، وبلغ عدد الأسر 22,805 أسرة وعدد العائلات 16,640 عائلة مقيمة في المدينة. في حين سجلت الكثافة السكانية 568.8 نسمة لكل كيلومتر مربع (1,473.2/ميل2). وبلغ عدد الوحدات السكنية 25,614 وحدة بمتوسط كثافة قدره 208.7 لكل كيلومتر مربع (540.5/ميل2).
وتوزع التركيب العرقي للمدينة بنسبة 64.74% من البيض و1.79% من الأمريكيين الأفارقة و0.97% من الأمريكيين الأصليين و1.95% من الأمريكيين ذوي الأصول الآسيوية و5.70% من سكان جزر المحيط الهادئ و21.97% من الأعراق الأخرى و2.88% من عرقين مختلطين أو أكثر و35.38% من الهسبانيون أو اللاتينيون من أي عرق.
بلغ عدد الأسر 22,805 أسرة كانت نسبة 46% منها لديها أطفال تحت سن الثامنة عشر تعيش معهم، وبلغت نسبة الأزواج القاطنين مع بعضهم البعض 53% من أصل المجموع الكلي للأسر، ونسبة 13.3% من الأسر كان لديها معيلات من الإناث دون وجود شريك،  بينما كانت نسبة 6.6% من الأسر لديها معيلون من الذكور دون وجود شريكة وكانت نسبة 27% من غير العائلات. تألفت نسبة 21.5% من أصل جميع الأسر من عدة أفراد يعيشون في نفس المنزل ونسبة 7.1% كانت تتألف من شخص يعيش بمفرده يبلغ من العمر 65 عاماً أو أكثر. وبلغ متوسط حجم الأسرة المعيشية 3.02، أما متوسط حجم العائلات فبلغ 3.54.
بلغ العمر الوسطي للسكان 29.6 عاماً. وكانت نسبة 32.6% من القاطنين تحت سن الثامنة عشر، وكانت نسبة 9.8% بين الثامنة عشر والرابعة والعشرين عاماً، ونسبة 30% كانت واقعةً في الفئة العمرية ما بين الخامسة والعشرين والرابعة والأربعين عاماً، ونسبة 18.8% كانت ما بين الخامسة والأربعين والرابعة والستين، ونسبة 8.8% كانت ضمن فئة الخامسة والستين عاماً فما فوق. وتوزع التركيب الجنسي للسكان بنسبة 49.7% ذكور و50.3% إناث.

## أعلام
- بريان كينغ
- جون إتش تيسون
- داني باتريك
- باول دين
- تشارلز بانكس ويلسون
- جوني بريان هنت
- جو دينيسي دافنبورت
- ميكاه نيل

## وصلات خارجية
- The US50 - Cities and Towns in Arkansas State
- 2012 United States Census Estimate